# Saint-Julien-sous-les-Côtes
Saint-Julien-sous-les-Côtes ist eine französische Gemeinde mit 139 Einwohnern (Stand 1. Januar 2022) im Département Meuse in der Region Grand Est (bis 2015 Lothringen). Sie liegt im Kanton Commercy im Arrondissement Commercy.

## Geografie
Die Gemeinde liegt im Regionalen Naturpark Lothringen etwa sieben Kilometer nördlich von Commercy.

## Bevölkerungsentwicklung
| Jahr      | 1962 | 1968 | 1975 | 1982 | 1990 | 1999 | 2007 | 2019 |
| Einwohner | 132  | 109  | 105  | 122  | 132  | 139  | 127  | 139  |

## Persönlichkeiten
- Gabriel Émile Grison (1860–1942), Geistlicher und Apostolischer Vikar von Stanley Falls